# União das Forças para a Democracia e o Desenvolvimento
União das Forças para a Democracia e o Desenvolvimento (em francês:  Union des forces pour la démocratie et le développement) é uma aliança rebelde do Chade criada em 2006 em oposição ao presidente Idriss Déby. Reúne alguns do Conselho Democrático Revolucionário (CDR), uma facção das Forças Unidas para a Mudança (FUC), a Resistência Armada contra as Forças Anti-Democráticas (RAFAD), o Reagrupamento Nacional para a Democracia no Chade (RND), o Reagrupamento Popular para a Justiça e a União das Forças para o Progresso e a Democracia (UFPD). O presidente do movimento era Mahamat Nouri e seu vice-presidente, Acheikh ibn Oumar.
O grupo iniciou sua atividade em 22 de outubro de 2006, quando a recém-formada União atacou a cidade de Goz Beida, posteriormente o grupo capturou esta última, juntamente com várias outras cidades, como Am Timan.